# Flausino Vale
Flausino Vale (Barbacena, 1894. január 6. – Belo Horizonte, 1954. április 4.) brazil hegedűművész és zeneszerző. Szerzeményei is főleg hegedűre szóltak, a brazil népzene nagy tanulmányozója volt.